# Manuel Breva Ferrer
Manuel Breva Ferrer (Castelló de la Plana, 1940) és un advocat valencià, governador civil de Lleida en els darrers anys del franquisme.
Llicenciat en dret per la Universitat Complutense de Madrid en 1962, va ingressar en el Cos d'Advocats de l'Estat en 1967 i fou cap de l'Advocacia de l'Estat a Castelló de la Plana. El 1970 fou nomenat Delegat Provincial de Planificació Política i Participació i ponent en el Consell Econòmic Sindical de la Regió Valenciana. El novembre de 1974 fou nomenat governador civil de Lleida. Tot i procedir del Movimiento Nacional va fer amistat amb dirigents de l'oposició com Joaquim Arana i Pelegrí i va permetre als partits de l'oposició fer actes i convocatòries públiques sense entrebancs, a diferència del seu antecessor. Quan va dimitir el març de 1976 va rebutjar un sopar homenatge de l'ultradreta lleidatana i sí un de l'oposició, durant el qual hi hagué una amenaça de bomba. Tot i això, hom volgué implicar-lo amb els ultradretans que van efectuar l'atemptat contra la revista El Papus l'octubre de 1977.
Es va presentar com a segon membre de la llista de la Candidatura Independent de Centre a la província de Castelló després de José Miguel Ortí Bordás a les eleccions generals espanyoles de 1977, però no fou escollit. Després va deixar la política i fou secretari del Tribunal Econòmic Administrativo Provincial de Castelló, vocal del Jurat Provincial d'Expropiació Forçosa i vocal de la Junta del Port de Castelló. També ha estat professor de pràctica jurídica en la UNED, advocat en exercici i professor de dret processal penal del Col·legi d'Advocats de Castelló i professor extern de màsters a la Universitat Jaume I fins a la seva jubilació el 2010.